# Arawá
Arawá (Aráua), pleme američkih Indijanaca koje je svoje ime dalo jezičnoj porodici arauan. Živjeli su uz rijeku Juruá u brazilskoj državi Amazonas.
Njihov jezik (nazivan i arua) nestao je ili 1877. ili do kraja 1880,